# Kristine Kunce
Kristine Radford Kunce (Sydney, 3 marzo 1970) è un'ex tennista australiana.

## Carriera
In carriera ha vinto 6 titoli di doppio. Nei tornei del Grande Slam ha ottenuto il suo miglior risultato raggiungendo le semifinali di doppio a Wimbledon nel 1994 e agli US Open nel 1995, e di doppio misto all'Open di Francia nel 1998.
In Fed Cup ha disputato un totale di 4 partite, ottenendo una vittoria e 3 sconfitte.

## Statistiche

### Doppio

#### Vittorie (6)
| Numero | Anno              | Torneo                        | Superficie | Compagna          | Avversarie in finale                | Punteggio     |
| 1.     | 2 maggio 1993     | Indonesia Open, Giacarta      | Cemento    | Nicole Arendt     | Amy de Lone Erika de Lone           | 6–3, 6–4      |
| 2.     | 1º maggio 1994    | Indonesia Open, Giacarta      | Cemento    | Nicole Arendt     | Kerry-Anne Guse Andrea Strnadová    | 6–2, 6–2      |
| 3.     | 17 settembre 1995 | TVA Cup, Nagoya               | Sintetico  | Kerry-Anne Guse   | Rika Hiraki Park Sung-hee           | 6–4, 6–4      |
| 4.     | 19 novembre 1995  | Pattaya Women's Open, Pattaya | Cemento    | Jill Hetherington | Kristin Godridge Nana Miyagi        | 2–6, 6–4, 6–3 |
| 5.     | 27 aprile 1997    | Indonesia Open, Giacarta      | Cemento    | Kerry-Anne Guse   | Lenka Němečková Yuka Yoshida        | 6–4, 5–7, 7–5 |
| 6.     | 23 novembre 1997  | Pattaya Women's Open, Pattaya | Cemento    | Corina Morariu    | Florencia Labat Dominique Van Roost | 6–3, 6–4      |

### Doppio

#### Finali perse (7)
| Numero | Anno            | Torneo                                           | Superficie  | Compagna          | Avversarie in finale             | Punteggio     |
| 1.     | 25 aprile 1993  | Malaysian Women's Open, Kuala Lumpur             | Cemento     | Nicole Arendt     | Patty Fendick Meredith McGrath   | 4-6, 6-7      |
| 2.     | 10 ottobre 1993 | Taiwan Open, Taipei                              | Cemento     | Jo-Anne Faull     | Yayuk Basuki Nana Miyagi         | 4-6, 2-6      |
| 3.     | 12 giugno 1994  | Singapore Open, Kallang                          | Erba        | Nicole Arendt     | Patty Fendick Meredith McGrath   | 4-6, 1-6      |
| 4.     | 18 giugno 1995  | DFS Classic, Birmingham                          | Terra rossa | Nicole Bradtke    | Manon Bollegraf Rennae Stubbs    | 6–3, 4–6, 4-6 |
| 5.     | 6 gennaio 1996  | ASB Classic, Auckland                            | Cemento     | Jill Hetherington | Els Callens Julie Halard-Decugis | 1–6, 0-6      |
| 6.     | 1º marzo 1998   | IGA U.S. Indoor Championships, Oklahoma City     | Cemento     | Cătălina Cristea  | Serena Williams Venus Williams   | 5–7, 2-6      |
| 7.     | 9 gennaio 1999  | Thalgo Australian Women's Hardcourts, Gold Coast | Cemento     | Irina Spîrlea     | Corina Morariu Larisa Neiland    | 3–6, 3–6      |